# روباه (فیلم ۱۳۹۳)
روباه فیلمی به کارگردانی و نویسندگی بهروز افخمی و تهیه‌کنندگی محمد پیرهادی محصول سال ۱۳۹۳ است. مسعود فراستی در مصاحبه‌ای ادعا کرده این فیلم به سفارش وزارت اطلاعات جمهوری اسلامی ساخته شده‌است. محمود علوی، وزیر اطلاعات ایران، مرداد ۱۳۹۶ در جلسه تأیید صلاحیتش در مجلس گفت وزارت اطلاعات این فیلم را برای مقابله با نفوذ دشمن ساخته‌است.

## داستان فیلم
این فیلم مرتبط با مسائل امنیتی و جاسوسی در حوزه انرژی هسته‌ای است. برادرِ نتانیاهو (جلال فاطمی) برای انجام یک عملیات تروریستی جدید علیه دانشمندان هسته ای به ایران می‌آید. این مأمور حرفه ای در ایران برای رسیدن به اهداف خود از یک راننده ساده (حمید گودرزی) سوء استفاده می‌کند، اما …

## ارتباط با وزارت اطلاعات
سید محمود علوی، وزیر اطلاعات ایران، ۲۵ مرداد ۱۳۹۶ در جلسه تأیید صلاحیتش برای دولت دوازدهم در مجلس شورای اسلامی گفت: «ما در جهت آگاهی بخشی عمومی از هنرهای مختلف همچون سینما استفاده کرده و مثلاً در هنر سینما در سال ۹۳ فیلم سینمایی روباه را برای مقابله با نفوذ دشمن تولید کردیم.»